# Karl von Hammer-Purgstall
Karl von Hammer-Purgstall (20. dubna 1817 Vídeň – 13. února 1879 Terst) byl rakouský politik německé národnosti ze Štýrska, v 2. polovině 19. století poslanec Říšské rady.

## Biografie
Jeho otcem byl diplomat a orientalista Joseph von Hammer-Purgstall. Karl byl šlechtic s titulem barona. Působil jako hejtman v armádě a statkář na štýrském zámku Hainfeld.
Byl aktivní i politicky. Zasedal jako poslanec Říšské rady (celostátního parlamentu Předlitavska), kam nastoupil v prvních přímých volbách roku 1873 za kurii městskou ve Štýrsku, obvod Hartberg, Feldbach, Weiz, Fürstenfeld atd. V parlamentu zasedal až do své smrti počátkem roku 1879. V roce 1873 se uvádí jako baron Karl von Hammer-Purgstall, c. k. komoří a statkář, bytem Hainfeld. V roce 1873 zastupoval v parlamentu provládní blok Ústavní strany (centralisticky a provídeňsky orientované), v jehož rámci patřil k mladoliberální skupině. Jiný zdroj ho ale po volbách v roce 1873 uvádí coby jednoho z 67 členů staroliberálního Klubu levice, vedeného Eduardem Herbstem. V roce 1878 zasedal v poslaneckém Klubu pokroku.
Zemřel v únoru 1879 v Terstu, kde pravidelně trávil část roku u své dcery. Několik měsíců před svou smrtí vážně onemocněl.